# Óscar Álvarez
Pour les articles homonymes, voir Álvarez.
Álvarez  Paniagua est un nom espagnol. Le premier nom de famille, en général paternel, est Álvarez ; le second, en général maternel, souvent omis, est Paniagua.
Óscar Mauricio Álvarez Paniagua, né à San Cristóbal (es) (département d'Antioquia) le 9 décembre 1977, est un coureur cycliste colombien des années 1990 à 2010. Sa victoire la plus importante, il l'obtient, en 2009, en devenant champion de Colombie.

## Repères biographiques
Óscar Álvarez est considéré comme un des meilleurs gregario du peloton cycliste colombien, spécialement sur terrain plat.

### Saison 2013
Óscar Álvarez poursuit avec l'équipe Élite de l'Orgullo paisa, pour la troisième année consécutive. Son directeur sportif, Gabriel Jaime Vélez, l'aligne pour le Tour de Colombie bien qu'il n'ait qu'un simple podium d'étape comme unique résultat pour 2013. Travaillant pour ses leaders et aidant sa formation à remporter le classement par équipes, il termine néanmoins l'épreuve au dix-neuvième rang, s'immisçant même dans le sprint massif de la dixième étape.
Dix jours plus tard, il s'impose pour la première fois depuis neuf mois. En gagnant la première étape de la Clásica Héroes de la Patria, il revêt le maillot de leader, chose inédite depuis neuf ans et sa victoire dans la Clásica Nacional Marco Fidel Suárez en 2004. Encore deux fois dans les trois premiers aux arrivées d'étape, il s'adjuge le classement général final, le dimanche suivant, devançant deux coéquipiers. Onze jours plus tard, il remporte la première étape de la Vuelta Marco Fidel Suárez, profitant de l'inattention de Jaime Castañeda, déjà occupé à célébrer sa victoire. Il termine l'épreuve au quatrième rang. Il finit son bel été par la Clásica de Marinilla. Dans la fugue du premier jour, son contre-la-montre lui permet d'accéder au podium terminal.
Il termine sa saison du côté de Piedecuesta, lors de la première étape de la Vuelta de Santander. Il est impliqué dans une chute, avec Pedro Herrera, qui lui fait perdre quelques dents.  
Dans le courant du mois d'octobre 2016, il reçoit une notification de l'UCI, concernant un résultat positif à un contrôle médical effectué lors du Tour de Colombie 2016. Dans une interview, il reconnait la prise d'EPO et son entière responsabilité, dédouanant son équipe et son staff. Exposé à une lourde sanction, le coureur de 38 ans voit là la fin d'une carrière qu'il avait envisagé autrement. Il se repent de son erreur et espère pouvoir entrer dans la "vie civile" comme un simple quidam.

## Palmarès
- 2002
  -  Médaillé d'argent de la course en ligne aux Jeux d'Amérique centrale et des Caraïbes
- 2003
  - 10e étape du Tour de Colombie
- 2004
  - 1re et 2e étapes du Tour du Salvador
- 2009
  -  Champion de Colombie sur route
  - 1re étape du Clásico RCN (contre-la-montre par équipes)
- 2011
  - 2ea étape du Tour de Colombie (contre-la-montre par équipes)
- 2012
  - 1re étape du Clásico RCN
- 2013
  - 5e étape du Clásico RCN
- 2014
  - 1reb étape du Tour du Guatemala

## Classements mondiaux
| Année            | 2008 | 2009 | 2010 | 2011 | 2012 | 2013 | 2014 |
| ---------------- | ---- | ---- | ---- | ---- | ---- | ---- | ---- |
| UCI America Tour | 204e | 305e |      |      |      |      | 285e |